# Everything in Transit
 (février 2023).
Si vous disposez d'ouvrages ou d'articles de référence ou si vous connaissez des sites web de qualité traitant du thème abordé ici, merci de compléter l'article en donnant les références utiles à sa vérifiabilité et en les liant à la section « Notes et références ».
Albums de Jack's Mannequin
The Glass Passenger
(2008)
Everything in Transit est le premier album du groupe californien Jack's Mannequin. Il est sorti en 2005 sous le label Maverick. Toutes les chansons de l'album ont été écrites par Andrew McMahon.

## Liste des titres
Les onze pistes de cet album sont :
1. "Holiday from Real" – 2:58
2. "The Mixed Tape" – 3:14
3. "Bruised" – 4:02
4. "I'm Ready" – 3:55
5. "La La Lie" – 3:54
6. "Dark Blue" – 4:11
7. "Miss Delaney" – 3:44
8. "Kill the Messenger" – 3:24
9. "Rescued" – 3:56
10. "MFEO: Part 1: Made for Each Other/Part 2: You Can Breathe" – 8:01
11. "Into the Airwaves" – 4:07

## Personnalités ayant collaboré à l'album
- Robert "Raw" Anderson - Guitare, chœurs
- Brian Coffman - Guitare
- CJ Eiriksson - Samplage, Batterie
- Tommy Lee - Batterie
- Andrew McMahon - Piano, chant, synthétiseurs
- Jay McMillan - Batterie
- Patrick Warren - Synthétiseurs
- Terry Wilson - Sitar
- Jim Wirt - Guitare, basse, chœurs